# Ludwig Schubart

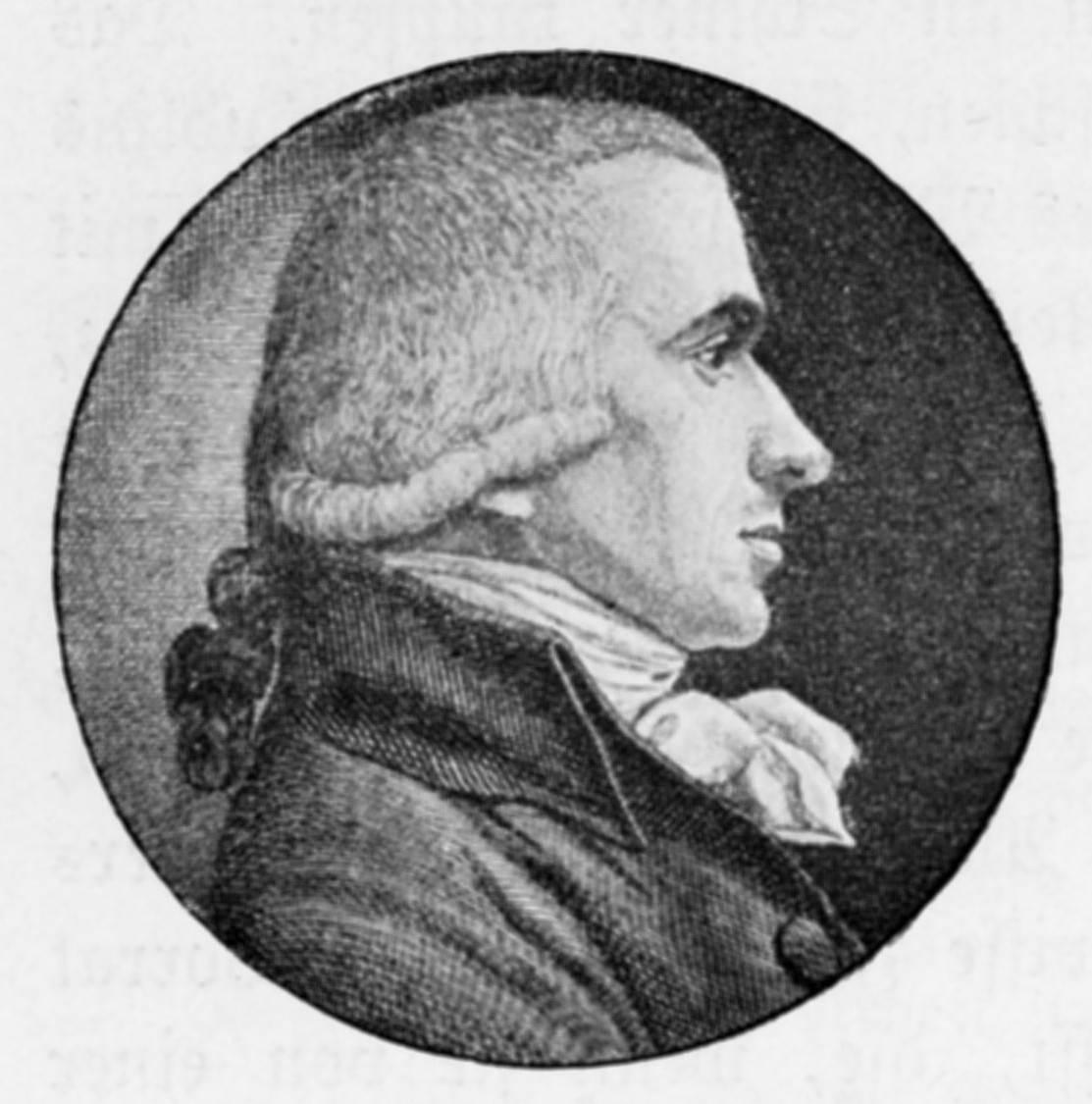
Ludwig Schubart

Ludwig Albrecht Schubart (* 17. Februar 1765 in Geislingen; † 27. Dezember 1811 in Stuttgart) war ein deutscher Schriftsteller und preußischer Legationssekretär. 

## Leben und Wirken
Ludwig Schubart wurde als Sohn des Dichters und Journalisten Christian Friedrich Daniel Schubart (1739–1791), der ihn stark prägte, in Geislingen geboren. Im Alter von vier Jahren zog er mit seiner Familie nach Ludwigsburg um, ehe sein Vater nochmals vier Jahre später des Landes verwiesen wurde. Nach zwei Jahren in Augsburg gelangte die Familie 1775 nach Ulm. Nachdem Christian Friedrich Daniel Schubart 1777 inhaftiert worden war, wurde Ludwig Schubart in die Hohe Karlsschule aufgenommen, die er bis zum Herbst 1786 besuchte. Dort bereitete er sich auf ein juristisches Studium vor und erwarb darüber hinaus eine große allgemeine Bildung. Durch Fürsprache von Ewald Friedrich von Hertzberg konnte er in den preußischen Staatsdienst eintreten. Nach kurzer Zeit bei der Staatskanzlei in Berlin wurde er 1788 Legationssekretär der preußischen Gesandtschaft beim fränkischen Reichskreis. Wenige Jahre später gab er den Posten auf und lebte danach als freier Schriftsteller.
Er verfasste Lyrik und Prosatexte. Hinzu kamen Übersetzungen aus dem Französischen und Englischen, darunter auch Stücke von William Shakespeare. So erlebte seine Übersetzung von Heinrich VIII. seine Uraufführung am 14. Dezember 1806 an der Hofbühne Stuttgart. Er schrieb auch Biographien, etwa über Ulrich von Hutten. Daneben war er journalistisch und als Verfasser politischer Schriften tätig. So schrieb er bis 1793 für die von seinem Vater gegründete Chronik, von 1793 bis 1801 in den Englischen Blättern und weiteren Zeitschriften. Insbesondere bemühte er sich, das Interesse am Werk seines Vaters zu erhalten und zu vergrößern. Über diesen verfasste er auch die biographische Skizze Schubart’s Karakter von seinem Sohne.

## Werke (Auswahl)
- Ulrich von Hutten. Leipzig, 1791 Digitalisat

- Räzel in: Friedrich Schiller: Anthologie auf das Jahr 1782.
- Aeschylus in: Friedrich Schiller: Anthologie auf das Jahr 1782.
- Die Buße in: Friedrich Schiller: Anthologie auf das Jahr 1782.
- Aufschrift einer Fürstengruft in: Friedrich Schiller: Anthologie auf das Jahr 1782.